# Малая райская птица
Малая райская птица (лат. Paradisaea minor) — вид воробьинообразных птиц из семейства райских птиц (Paradisaeidae).

## Описание
Птица может достигать 32 см в длину.
Половой диморфизм у вида выражен сильно. Самцы более яркие и имеют широкий хвост, а самки меньше по размеру и окрашены в коричневые тона.
Птицы питаются фруктами и насекомыми.

## Размножение
Самцы данного вида полигамны и собираются в большие группы.
Самки обычно откладывают по два яйца розоватого оттенка с тёмными крапинками.
Гнездо располагается на дереве, высоко над землёй.

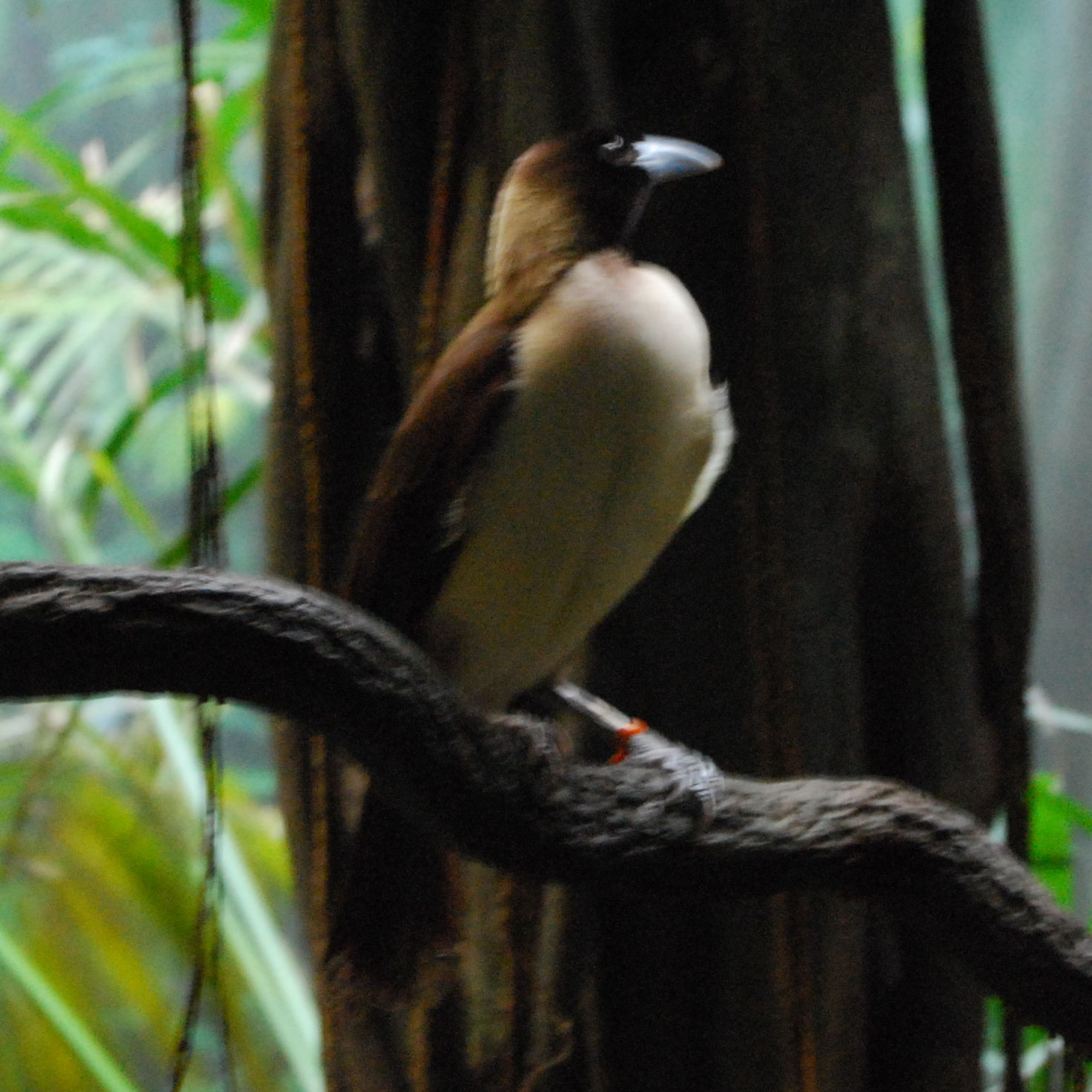
Самка малой райской птицы, Бронксский зоопарк.

## Распространение
Птица обитает в лесах на севере острова Новая Гвинея, а также на близлежащих малых островах Мисоол и Япен.

## Охранный статус
Вид занесён в Приложение 2 Конвенции CITES, что означает возможность попадания под угрозу исчезновения в случае неконтролируемой торговли образцами этого вида.

## Подвиды
В виде выделяют три подвида, хотя ранее было четыре подвида, но после ревизии подвидов малой райской птицы P. m. pulchra (описанный из острова Мисоол, в Западном Папуа) стал синонимом номинативного подвида — P. m. minor. Два подвида:
- Paradisaea minor minor — остров Мисоол и с запада Новой Гвинеи на восток в западную часть Папуа-Новой Гвинеи[4]; включая Paradisaea minor finschi — север Новой Гвинеи[4].
- Paradisaea minor jobiensis — остров Йапен (залив Гильвинк)[4];